# The Lost Child
The Lost Child er en amerikansk stumfilm fra 1904 af Wallace McCutcheon, Sr..